# The Silent Partner
The Silent Partner er en amerikansk stumfilm fra 1923 af Charles Maigne.

## Medvirkende
- Leatrice Joy som Lisa Coburn
- Owen Moore som George Coburn
- Robert Edeson som Ralph Coombes
- Robert Schable som Harvey Dredge
- Patterson Dial som Cora Dredge
- E. H. Calvert som Jim Harker
- Maude Wayne som Gertie Page
- Bess Flowers som Mrs. Nesbit